# 6e arrondissement de Paris
Ne doit pas être confondu avec Paris 6.
Pour l’article homonyme, voir Ancien 6e arrondissement de Paris.

Blason du 6e arrondissement de Paris.

Logo du 6e arrondissement de Paris.

Le 6e arrondissement de Paris se situe au centre de la ville, sur la rive gauche de la Seine.
Aux termes de l'article R2512-1 du Code général des collectivités territoriales (partie réglementaire), il porte également le nom d'« arrondissement du Luxembourg », mais cette appellation est rarement employée dans la vie courante.

## Historique
Les premières habitations au bord de la Seine datent de l'époque romaine, mais le quartier ne s'est étendu au sud qu'à partir du XIXe siècle.
Les limites actuelles du 6e arrondissement datent de 1860, à la suite de la loi du 16 juin 1859 donnant lieu à un nouveau découpage de Paris en vingt arrondissements. Elles comprennent la plus grande partie de l'ancien 11e arrondissement et une petite partie du 10e.

## Géographie
On y trouve notamment le quartier touristique de Saint-Germain-des-Prés et le jardin du Luxembourg, dans lequel se trouve le Sénat. Si le 6e concentre un peu moins d'établissements universitaires que le 5e voisin, il réunit des institutions culturelles prestigieuses telles que l'Institut de France, le théâtre de l'Odéon, l'École des beaux-arts ou l'École de médecine. La partie sud jouxte le quartier du Montparnasse.
Toutefois, il est d'abord un arrondissement résidentiel aisé. Il s'agit  de l'arrondissement le plus cher de la ville de Paris et du territoire le plus cher de France concernant les prix de l'immobilier de logements au mètre carré, et ce depuis une vingtaine d'années.
Il est bordé à l'ouest par le 7e arrondissement, au nord par la
Seine et le 1er arrondissement, à l'est par le 5e arrondissement et au sud par les 14e et 15e arrondissements.

## Quartiers administratifs
- Quartier de la Monnaie (21e quartier de Paris)
- Quartier de l'Odéon (22e quartier de Paris)
- Quartier Notre-Dame-des-Champs (23e quartier de Paris)
- Quartier Saint-Germain-des-Prés (24e quartier de Paris)

Les quartiers du 6e arrondissement.

## Politique
Les personnalités exerçant une fonction élective dont le mandat est en cours et en lien direct avec le territoire du 6e arrondissement de Paris sont les suivantes :
| Élection     | Territoire                                               | Titre             | Nom               | Tendance politique | - | Début de mandat | Fin de mandat |
| ------------ | -------------------------------------------------------- | ----------------- | ----------------- | ------------------ | - | --------------- | ------------- |
| Municipales  | 6e arrdt de Paris                                        | Maire du 6e arrdt | Jean-Pierre Lecoq | LR                 |   | 10 octobre 1994 | 2026          |
| Municipales  | Ville de Paris (3 conseillers de Paris dans le 6e arrdt) | Maire de Paris    | Anne Hidalgo      | PS                 |   | Juillet 2020    | 2026          |
| Législatives | 2e circonscription - 6e nord                             | Député            | Jean Laussucq     | RE                 |   | 18 juillet 2024 | 2029          |
| Législatives | 11e circonscription - 6e sud                             | Députée           | Céline Hervieu    | PS                 |   | 18 juillet 2024 | 2029          |

Maire (LR) du 6e arrt : Jean-Pierre Lecoq.
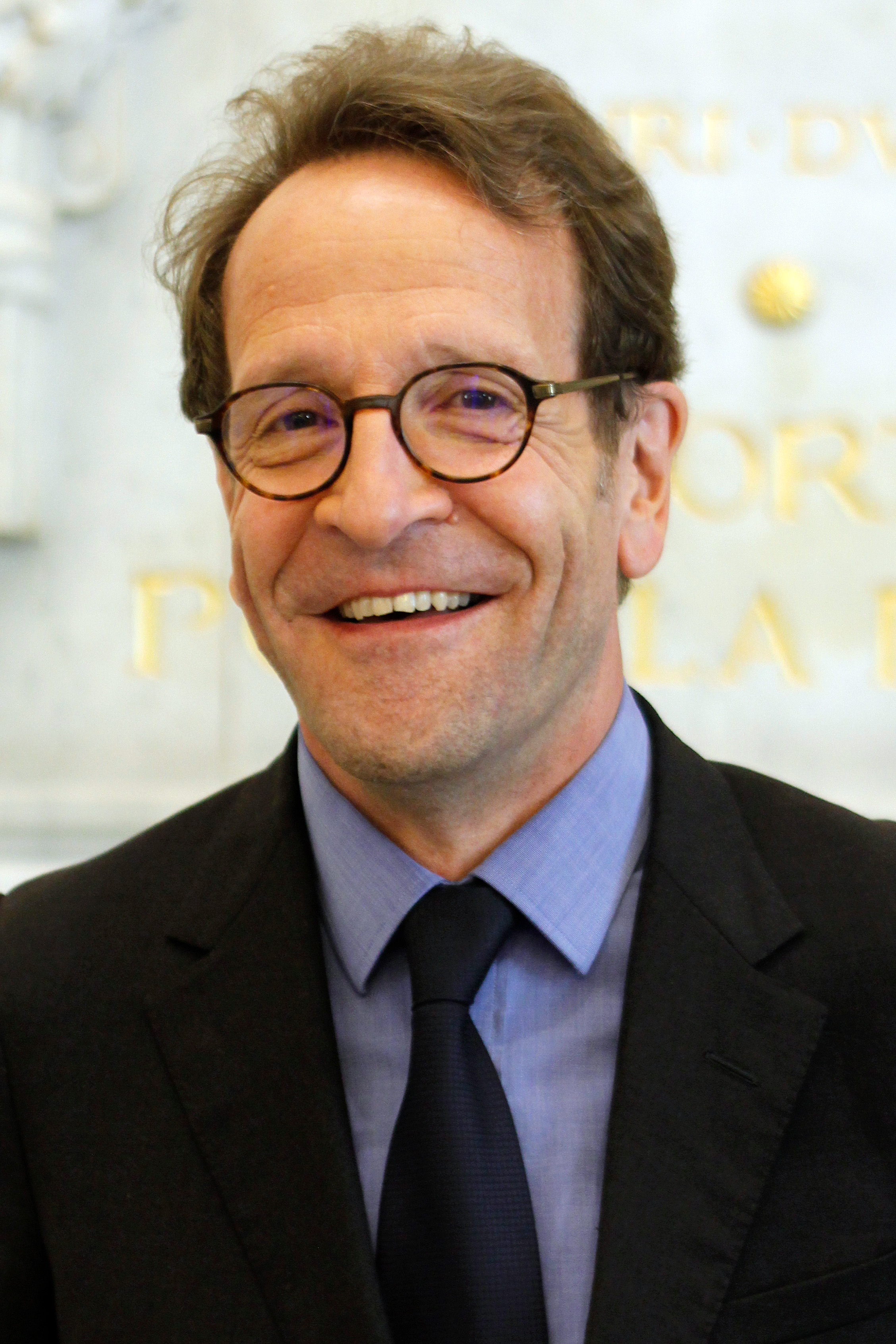
Ancien député (LREM) de la deuxième circonscription : Gilles Le Gendre.

### Au niveau municipal
| Élection | Identité          | Parti      | Notes                                                                                   |
| -------- | ----------------- | ---------- | --------------------------------------------------------------------------------------- |
| 1983     | Pierre Bas        | RPR        | Élu en 1983.                                                                            |
| 1989     | François Collet   | RPR        | Élu en 1989, mort en cours de mandat.                                                   |
| 1994     | Jean-Pierre Lecoq | RPR/UMP/LR | Élu en 1994 en remplacement de François Collet, puis en 1995, 2001, 2008, 2014 et 2020. |

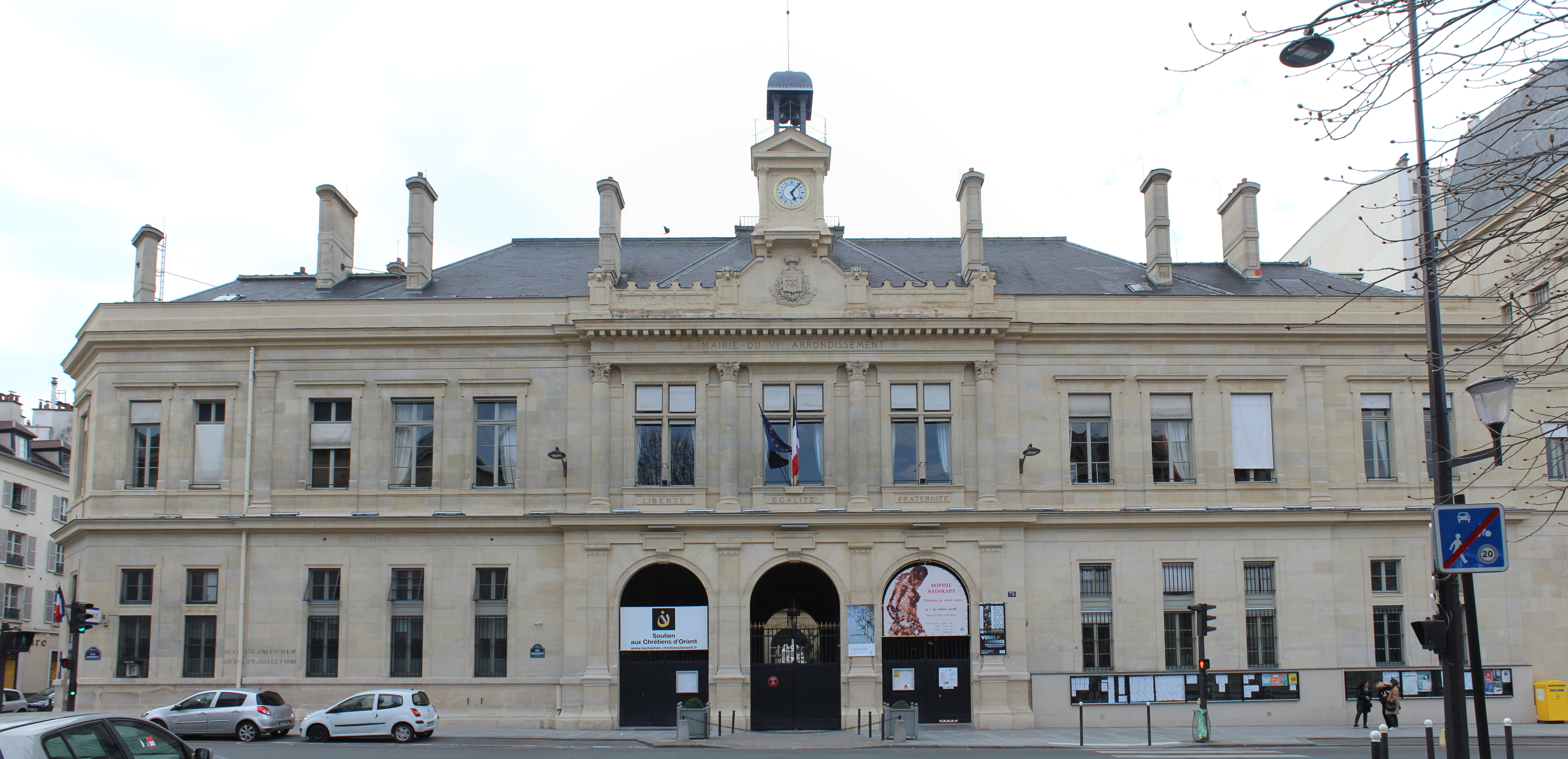
Mairie du 6e arrondissement, 78 rue Bonaparte.

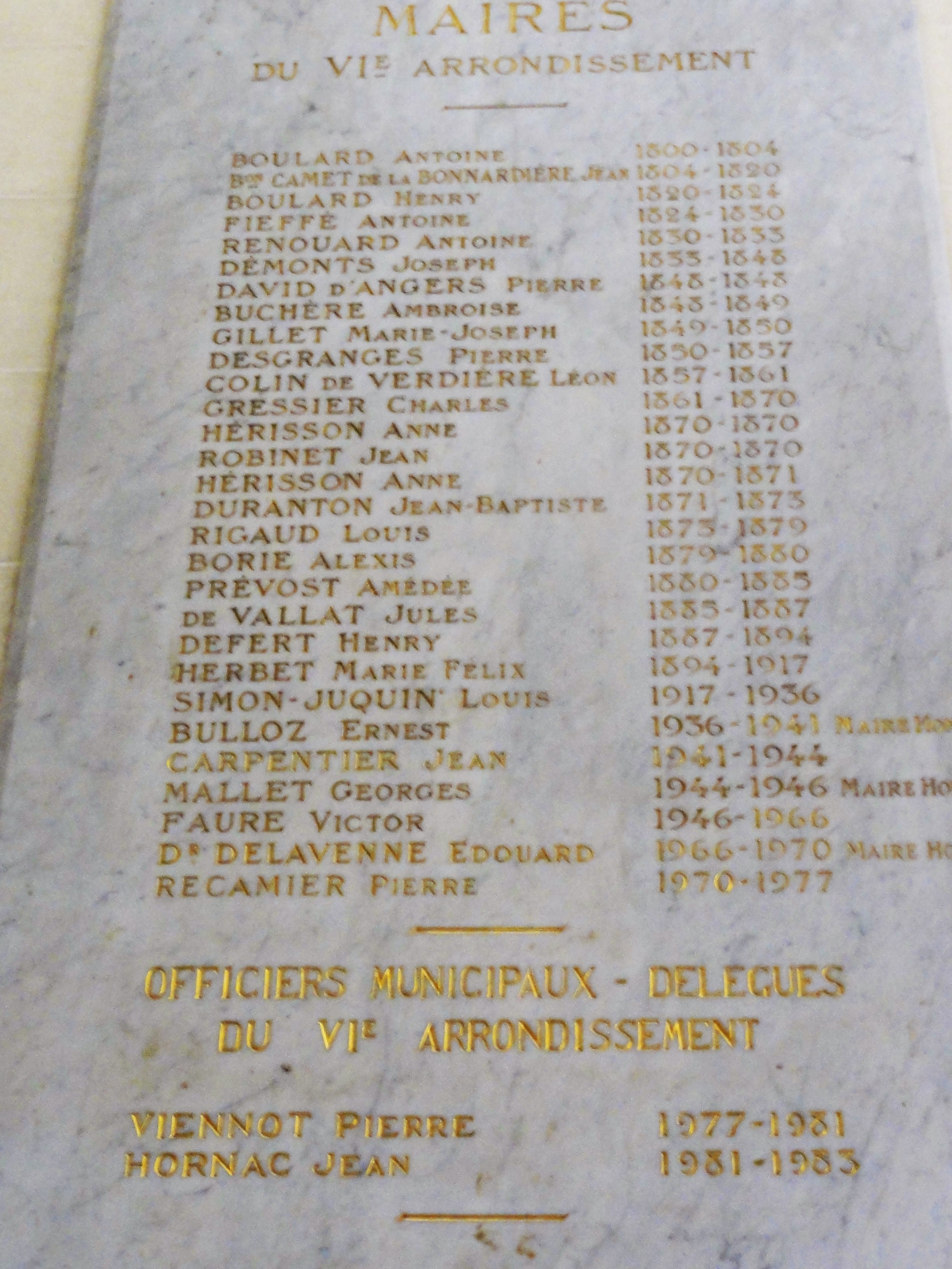
Maires du 11e, puis 6e arr. de Paris.

Jean-Pierre Lecoq (LR), conseiller municipal depuis 1983, est maire du 6e arrondissement depuis octobre 1994, date à laquelle il a succédé à François Collet, décédé en cours de mandat.

#### Conseillers de Paris au titre du6earrondissement
Depuis le 28 juin 2020, les conseillers de Paris élus dans le 6e arrondissement sont :
- Au titre de la liste d'Union de la droite : Jean-Pierre Lecoq et Séverine de Compreignac.
- Au titre de la liste d'Union de la gauche : Céline Hervieu.

#### Représentation politique
(août 2025).
| Secteur       | Arrondissement | Conseillers de Paris | Conseillers de Paris | Conseillers de Paris | Conseillers d'arrondissement | Conseillers d'arrondissement | Conseillers d'arrondissement | Nombre d'élus par arrondissement | Nombre d'élus par arrondissement | Nombre d'élus par arrondissement | Habitants par conseiller de Paris | Habitants par conseiller de Paris |
| Secteur       | Arrondissement | de 1983 à 2014       | de 2014 à 2020       | depuis 2020          | avant 2014                   | de 2014 à 2020               | depuis 2020                  | avant 2014                       | de 2014 à 2020                   | depuis 2020                      | en 2015,                          | en 2021,                          |
| ------------- | -------------- | -------------------- | -------------------- | -------------------- | ---------------------------- | ---------------------------- | ---------------------------- | -------------------------------- | -------------------------------- | -------------------------------- | --------------------------------- | --------------------------------- |
| Paris Centre  | 1er            | 3                    | 1                    | 8                    | 10                           | 10                           | 16                           | 13                               | 11                               | 24                               | 16 545                            | 12 269                            |
| Paris Centre  | 2e             | 3                    | 2                    | 8                    | 10                           | 10                           | 16                           | 13                               | 12                               | 24                               | 10 398                            | 12 269                            |
| Paris Centre  | 3e             | 3                    | 3                    | 8                    | 10                           | 10                           | 16                           | 13                               | 13                               | 24                               | 11 683                            | 12 269                            |
| Paris Centre  | 4e             | 3                    | 2                    | 8                    | 10                           | 10                           | 16                           | 13                               | 12                               | 24                               | 13 573                            | 12 269                            |
| 5e            | 5e             | 4                    | 4                    | 4                    | 10                           | 10                           | 10                           | 14                               | 14                               | 14                               | 14 833                            | 14 210                            |
| 6e            | 6e             | 3                    | 3                    | 3                    | 10                           | 10                           | 10                           | 13                               | 13                               | 13                               | 14 143                            | 13 403                            |
| 7e            | 7e             | 5                    | 4                    | 4                    | 10                           | 10                           | 10                           | 15                               | 14                               | 14                               | 13 533                            | 11 987                            |
| 8e            | 8e             | 3                    | 3                    | 3                    | 10                           | 10                           | 10                           | 13                               | 13                               | 13                               | 12 231                            | 11 708                            |
| 9e            | 9e             | 4                    | 4                    | 4                    | 10                           | 10                           | 10                           | 14                               | 14                               | 14                               | 14 852                            | 14 738                            |
| 10e           | 10e            | 6                    | 7                    | 7                    | 12                           | 14                           | 14                           | 18                               | 21                               | 21                               | 13 110                            | 11 935                            |
| 11e           | 11e            | 11                   | 11                   | 11                   | 22                           | 22                           | 22                           | 33                               | 33                               | 33                               | 13 621                            | 12 962                            |
| 12e           | 12e            | 10                   | 10                   | 10                   | 20                           | 20                           | 20                           | 30                               | 30                               | 30                               | 14 234                            | 14 095                            |
| 13e           | 13e            | 13                   | 13                   | 13                   | 26                           | 26                           | 26                           | 39                               | 39                               | 39                               | 14 094                            | 13 719                            |
| 14e           | 14e            | 10                   | 10                   | 10                   | 20                           | 20                           | 20                           | 30                               | 30                               | 30                               | 13 999                            | 13 637                            |
| 15e           | 15e            | 17                   | 18                   | 18                   | 34                           | 36                           | 36                           | 51                               | 54                               | 54                               | 13 055                            | 12 653                            |
| 16e           | 16e            | 13                   | 13                   | 13                   | 26                           | 26                           | 26                           | 39                               | 39                               | 39                               | 12 730                            | 12 466                            |
| 17e           | 17e            | 13                   | 12                   | 12                   | 26                           | 24                           | 24                           | 39                               | 36                               | 36                               | 14 044                            | 13 701                            |
| 18e           | 18e            | 14                   | 15                   | 15                   | 28                           | 30                           | 30                           | 42                               | 45                               | 45                               | 13 172                            | 12 563                            |
| 19e           | 19e            | 12                   | 14                   | 14                   | 24                           | 28                           | 28                           | 36                               | 42                               | 42                               | 13 261                            | 12 973                            |
| 20e           | 20e            | 13                   | 14                   | 14                   | 26                           | 28                           | 28                           | 39                               | 42                               | 42                               | 13 968                            | 13 558                            |
| Nombre d'élus | Nombre d'élus  | 163                  | 163                  | 163                  | 354                          | 364                          | 340                          | 517                              | 527                              | 503                              | 13 537                            | 13 087                            |

- Sous-représentation supérieure de 5 % à la moyenne.
- Sur-représentation supérieure de 5 % à la moyenne.

### Au niveau législatif

#### De 1958 à 2012
Le 6e arrondissement a constitué une circonscription législative unique (la 4e) de 1958 à 1986. Les députés de la circonscription furent alors Jean Albert-Sorel (1958-1962) puis le gaulliste Pierre Bas (1962-1986).

De 1988 à 2012, à la suite du redécoupage électoral effectué lors du rétablissement du scrutin majoritaire, brièvement supprimé en 1986, le 6e arrondissement se partageait entre deux circonscriptions législatives :
- la partie sud du 6e arrondissement et la totalité du 5e arrondissement constituaient la 2e circonscription, où fut élu député Jean Tiberi, maire du 5e jusqu'en 1995 et de 2001 à 2012, et maire de Paris de 1995 à 2001 ;
- la partie nord du 6e arrondissement et la totalité du 7e arrondissement constituaient la 3e circonscription, dont les députés ont été Édouard Frédéric-Dupont de 1988 à mars 1993, Michel Roussin de mars à mai 1993 et Martine Aurillac de mai 1993 à juin 2012.

#### Depuis 2012
Le quartier Notre-Dame-des-Champs fait partie depuis 2012 de la 11e circonscription de Paris avec la plus grande partie du 14e arrondissement, tandis que les trois autres quartiers font partie de la 2e circonscription avec la totalité du 5e arrondissement et trois quartiers du 7e arrondissement.
- De 2012 à 2017, les députés de l'arrondissement ont été François Fillon (UMP puis LR) et Pascal Cherki (PS).
- Depuis 2017, les députés de l'arrondissement sont Gilles Le Gendre (LREM) et Marielle de Sarnez (MoDem).

### Résultats des élections
| Scrutin             | Scrutin             | 1er tour | 1er tour  | 1er tour | 1er tour | 1er tour | 1er tour | 1er tour | 1er tour  | 1er tour | 1er tour | 1er tour | 1er tour | 2d tour | 2d tour | 2d tour | 2d tour | 2d tour | 2d tour |
| Scrutin             | Scrutin             | 1er      | 1er       | %        | 2e       | 2e       | %        | 3e       | 3e        | %        | 4e       | 4e       | %        | 1er     | 1er     | %       | 2e      | 2e      | %       |
| ------------------- | ------------------- | -------- | --------- | -------- | -------- | -------- | -------- | -------- | --------- | -------- | -------- | -------- | -------- | ------- | ------- | ------- | ------- | ------- | ------- |
| Présidentielle 2017 | Présidentielle 2017 |          | LR        | 39,27    |          | EM       | 39,09    |          | LFI       | 9,13     |          | PS       | 6,35     |         | EM      | 90,58   |         | FN      | 9,42    |
| Présidentielle 2022 | Présidentielle 2022 |          | LREM      | 47,62    |          | LFI      | 15,19    |          | REC       | 10,52    |          | LR       | 10,14    |         | LREM    | 86,29   |         | RN      | 13,71   |
| Législatives 2022   | 2e                  |          | LREM-Ens  | 36,39    |          | PS-Nupes | 23,18    |          | LR        | 23,61    |          | REC      | 6,43     |         | LREM    | 67,86   |         | PS      | 32,14   |
| Législatives 2022   | 11e                 |          | MoDem-Ens | 45,39    |          | PS-Nupes | 22,63    |          | LR        | 19,41    |          | REC      | 6,98     |         | MoDem   | 72,43   |         | PS      | 27,57   |
| Législatives 2024   | 2e                  |          | PS-NFP    | 29,68    |          | Ren-Ens  | 24,39    |          | Ren diss. | 21,97    |          | RN       | 10,28    |         | Ren     | 60,23   |         | PS      | 39,77   |
| Législatives 2024   | 11e                 |          | MoDem-Ens | 46,66    |          | PS-NFP   | 27,50    |          | RN        | 11,37    |          | LR       | 10,23    |         | MoDem   | 66,62   |         | PS      | 33,38   |

## Démographie
En 2006, on dénombrait une population de 45 278 habitants sur 215 hectares, soit une densité moyenne de 21 060 hab./km2.
| Année (recensement national) | Population | Densité (hab./km2) |
| ---------------------------- | ---------- | ------------------ |
| 1861                         | 95 031     |                    |
| 1866                         | 99 115     |                    |
| 1872                         | 90 288     | 41 994             |
| 1911 (pic de population)     | 102 993    | 47 815             |
| 1954                         | 88 200     | 41 023             |
| 1962                         | 80 262     | 37 262             |
| 1968                         | 70 891     | 32 911             |
| 1975                         | 56 331     | 26 152             |
| 1982                         | 48 905     | 22 704             |
| 1990                         | 47 891     | 22 234             |
| 1999                         | 44 919     | 20 854             |
| 2006                         | 45 278     | 21 060             |
| 2011                         | 43 880     | 20 409             |
| 2017                         | 41 976     | 19 524             |

### Population par quartier
- Population du quartier de la Monnaie (superficie : ? hectares)

| Année | Population | Densité (hab./km2) | Croissance annuelle depuis le dernier recensement |
| ----- | ---------- | ------------------ | ------------------------------------------------- |
| 1861  | 21 817     |                    | création                                          |

- Population du quartier de l'Odéon (superficie : ? hectares)

| Année | Population | Densité (hab./km2) | Croissance annuelle depuis le dernier recensement |
| ----- | ---------- | ------------------ | ------------------------------------------------- |
| 1861  | 21 079     |                    | création                                          |

- Population du quartier Notre-Dame-des-Champs (superficie : ? hectares)

| Année | Population | Densité (hab./km2) | Croissance annuelle depuis le dernier recensement |
| ----- | ---------- | ------------------ | ------------------------------------------------- |
| 1861  | 29 031     |                    | création                                          |

- Population du quartier Saint-Germain-des-Prés (superficie : ? hectares)

| Année | Population | Densité (hab./km2) | Croissance annuelle depuis le dernier recensement |
| ----- | ---------- | ------------------ | ------------------------------------------------- |
| 1861  | 17 657     |                    | création                                          |

## Principaux édifices

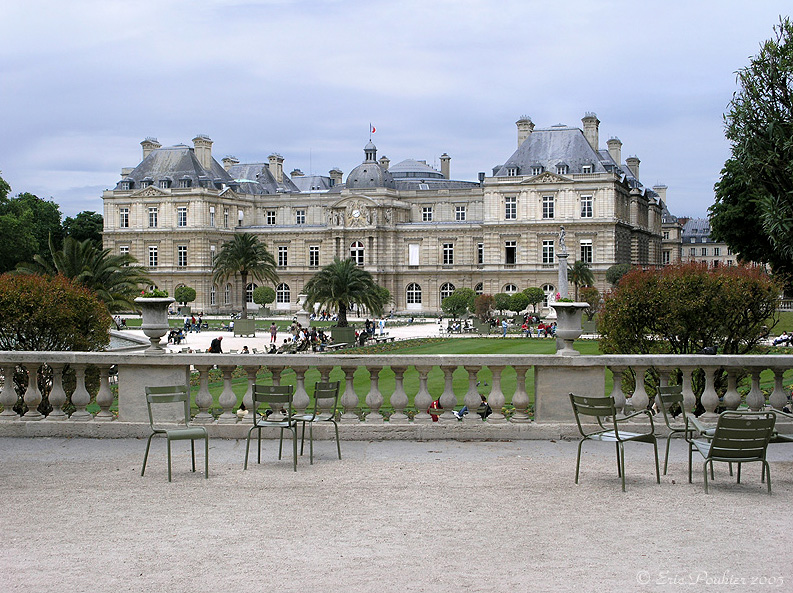
Sénat dans le palais du jardin du Luxembourg.

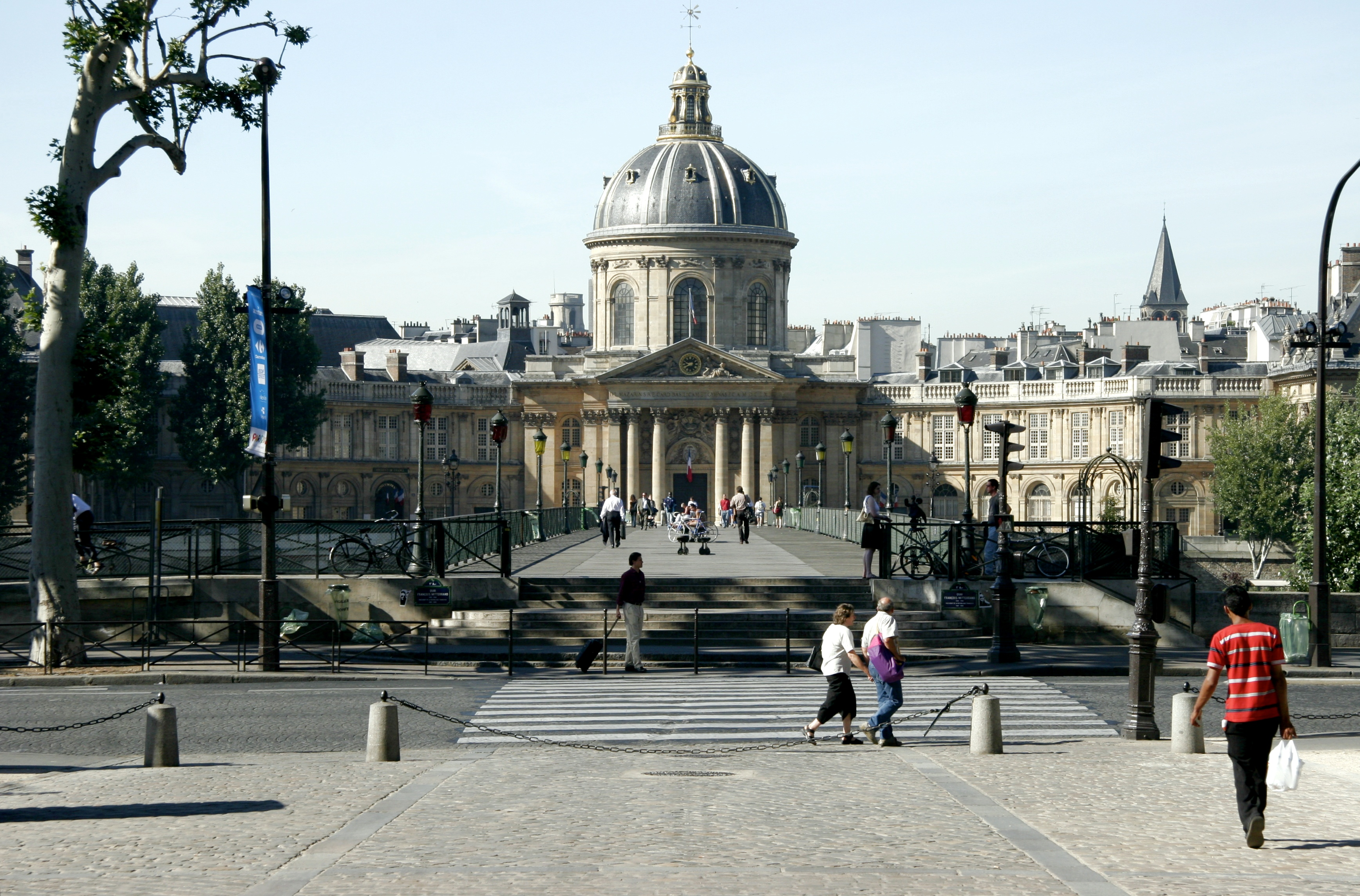
Institut de France depuis le quai François-Mitterrand, rive droite, dans l'axe du pont des Arts.

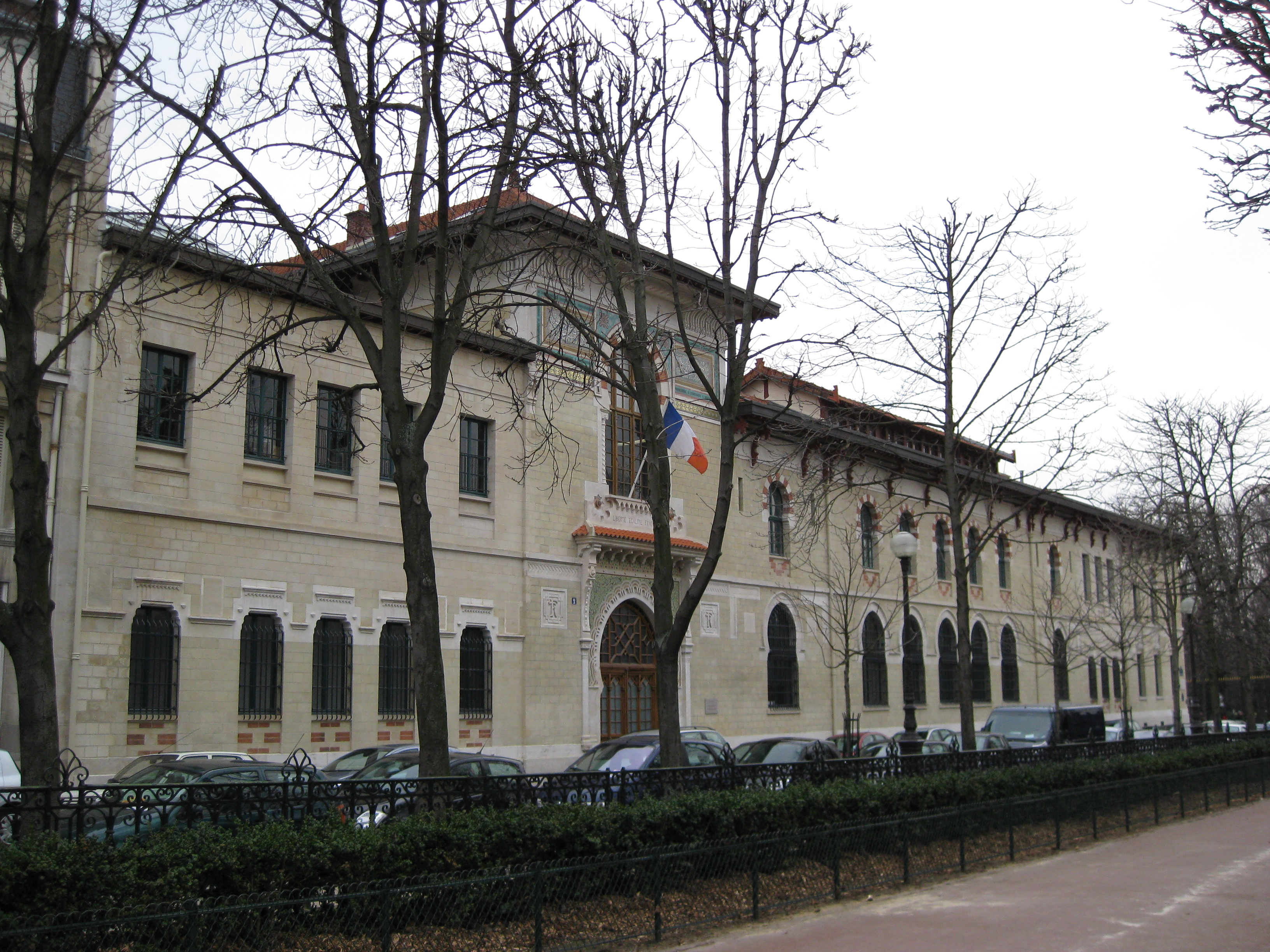
ENA à Paris, ancienne École nationale de la France d'outre-mer.

- L'École nationale de la France d'outre-mer, actuellement, le nouveau site de l'avenue de l'Observatoire à Paris, accueille dans ses anciens locaux[pas clair], depuis fin janvier 2007 toutes les activités parisiennes de l'ENA (le service des cycles courts et la direction des relations internationales) tandis que tous les autres services de l'école sont concentrés à Strasbourg. Les cours des élèves en formation permanente dans des cycles pédagogiques de moins d'un mois ont donc encore lieu à Paris.
- École de médecine
- Institut de France
- Palais du Luxembourg - Sénat
- Jardin du Luxembourg
- Théâtre de l'Odéon
- Hôtel des Monnaies
- Couvent des Cordeliers
- Pont Neuf
- Passerelle des Arts

### Lieux culturels

#### Cinémas
- L'Action Christine
- L'Arlequin
- Le Bretagne
- Le Lucernaire
- Le MK2 Hautefeuille
- Le MK2 Odéon
- Le MK2 Parnasse
- Le Nouvel Odéon
- Le Saint-André-des-Arts
- Le Saint-Germain-des-Prés
- Les 3 Luxembourg
- L'UGC Danton
- L'UGC Odéon
- L'UGC Montparnasse
- L'UGC Rotonde

#### Théâtres
- Théâtre de l'Odéon
- Théâtre du Vieux -Colombier
- Théâtre du Lucernaire
- Poche Montparnasse
- Espace de Nesle

#### Librairies
- La Nouvelle Librairie
- La Procure

### Édifices religieux

#### Lieux de culte catholique

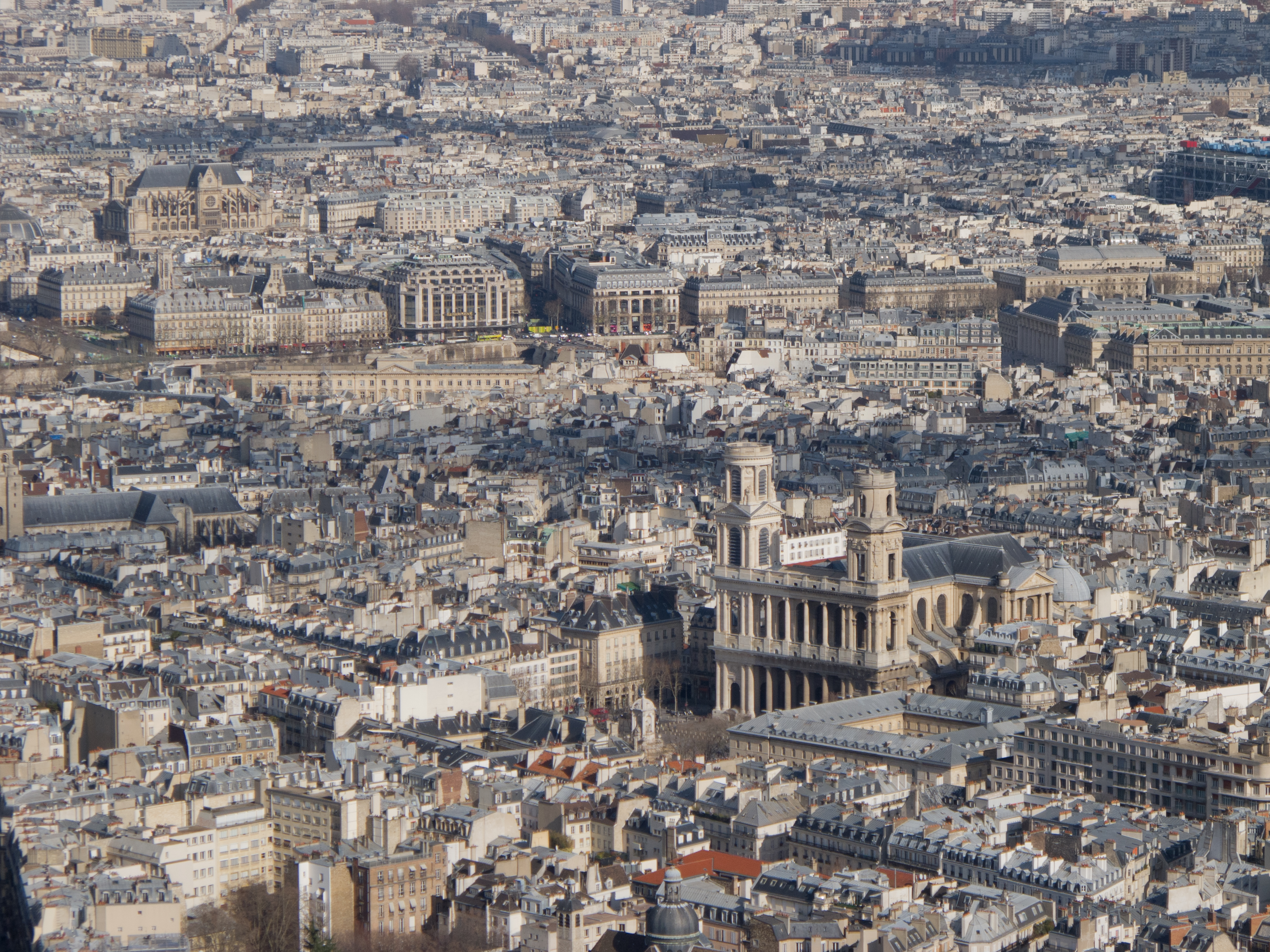
Part du 6e arrondissement, avec l'église Saint-Sulpice en premier plan.

- Église Saint-Germain-des-Prés
- Église Saint-Sulpice
- Église Saint-Ignace
- Église Saint-Joseph-des-Carmes
- Église Notre-Dame-des-Champs

#### Lieux de cultes protestants
- Temple protestant de Luxembourg

### Enseignement secondaire
- Collège Stanislas
- Collège et lycée Notre-Dame de Sion
- Lycée Montaigne
- Lycée Fénelon
- Lycée Carcado-Saisseval
- École alsacienne
- Institut Sainte-Geneviève

### Enseignement supérieur
- Centre Sèvres
- Collège Stanislas
- École des beaux-arts, Université PSL
- École des hautes études en sciences sociales
- École pratique des hautes études, Université PSL
- École nationale supérieure des mines de Paris, Université PSL
- Faculté de médecine de Paris (jusqu'en 1970)
- Institut catholique de Paris
- Institut de préparation à l'administration et à la gestion
- Institut universitaire Saint-Pie-X
- Lycée Saint-Louis
- Lycée Carcado-Saisseval
- Université Paris-1 Panthéon-Sorbonne (Centre Michelet)
- Sorbonne-Université (Centre Michelet et Couvent des Cordeliers)
- Université Paris-Panthéon-Assas
- Université Paris-Cité (École de médecine et Couvent des Cordeliers)
- École Grégoire-Ferrandi

## Principales artères
- Rue d'Assas
- Rue Auguste-Comte
- Rue des Beaux-Arts
- Rue Bonaparte
- Rue du Cherche-Midi
- Rue Dauphine
- Rue Dupin
- Rue de Fleurus
- Rue du Four
- Rue Guynemer
- Quai Malaquais
- Rue Mazarine
- Rue de Médicis
- Boulevard du Montparnasse
- Rue Notre-Dame-des-Champs

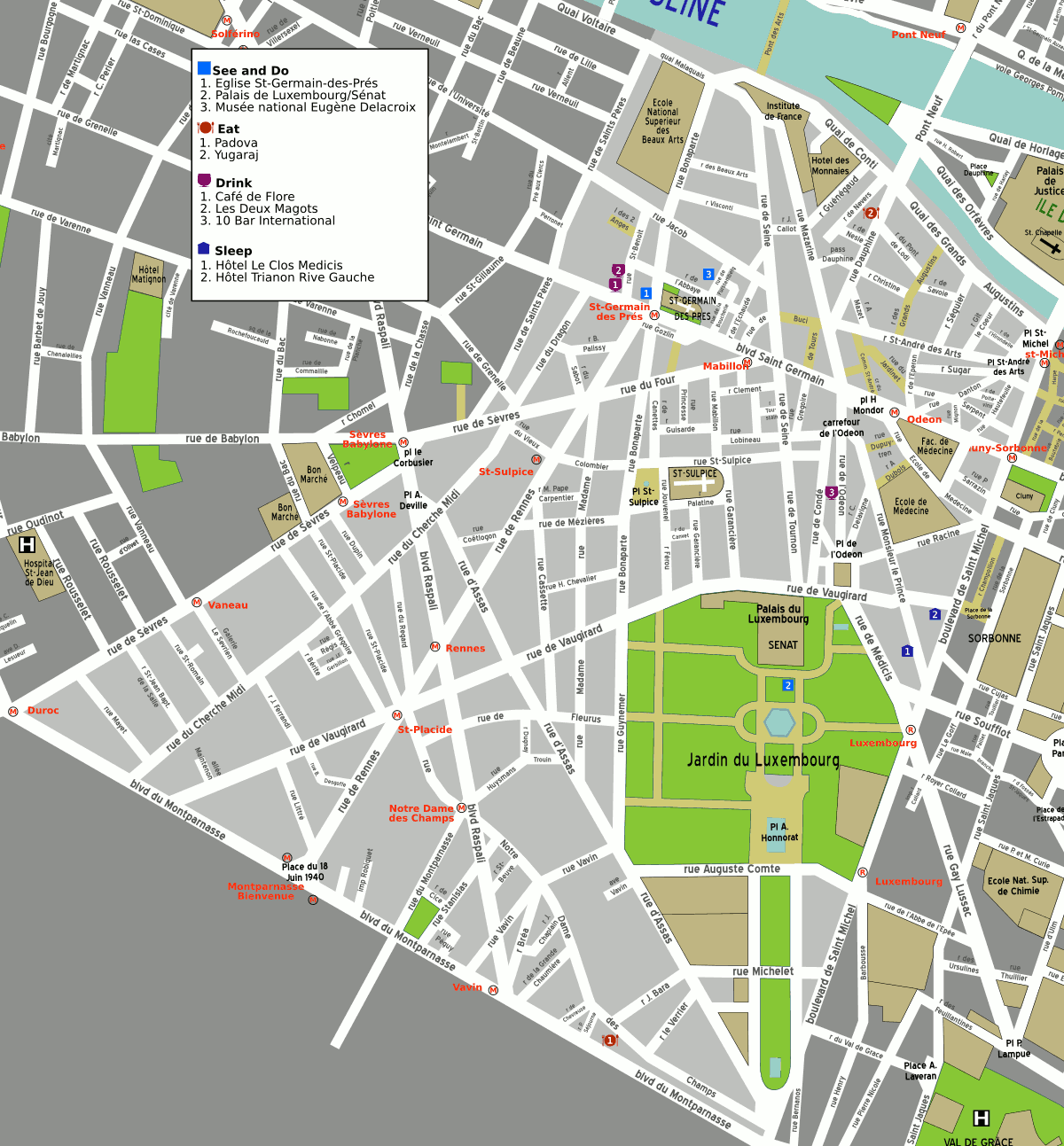
Plan du 6e arrondissement

- Boulevard Raspail, avec les allées Sonia-Rykiel, Jacques-Derrida, Claude-Cahun-Marcel-Moore et Sœur-Emmanuelle aménagées en rambla
- Rue de Rennes
- Rue Saint-André-des-Arts
- Boulevard Saint-Germain
- Boulevard Saint-Michel
- Rue des Saints-Pères
- Rue de Seine
- Rue de Sèvres
- Rue de Tournon
- Rue de Vaugirard

## Transports en commun

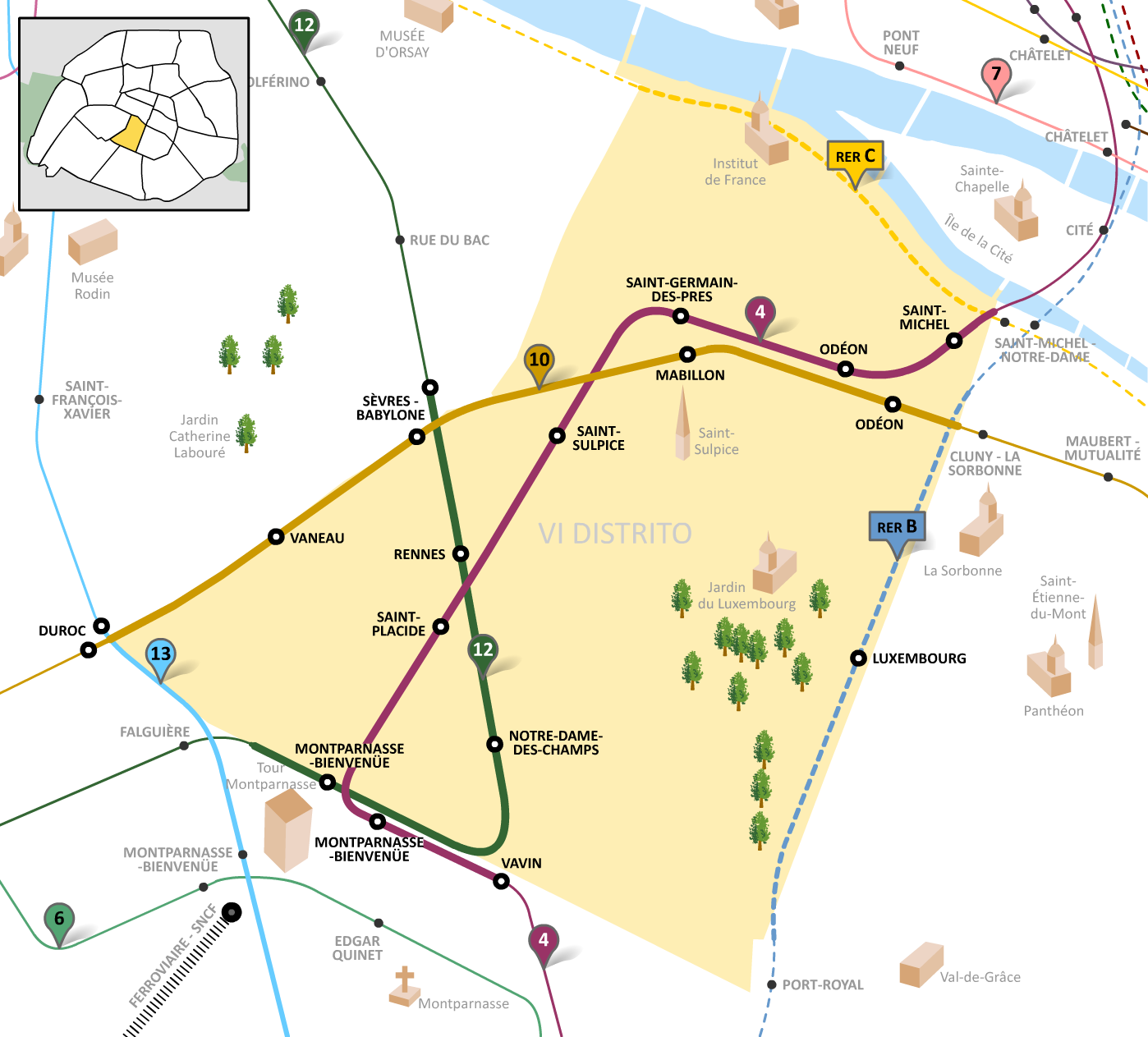
Plan de métro du 6e arrondissement.

- (Saint-Michel, Odéon, Saint-Germain-des-Prés, Saint-Sulpice, Saint-Placide, Montparnasse - Bienvenüe et Vavin).
- (Duroc, Vaneau, Sèvres - Babylone, Mabillon et Odéon).
- (Sèvres - Babylone, Rennes, Notre-Dame-des-Champs et Montparnasse - Bienvenüe).

Le 6e arrondissement est également desservi par les lignes du réseau de bus RATP suivantes : 21, 27, 28, 38, 39, 58, 63, 68, 70, 82, 83, 84, 86, 87, 89, 91, 92, 94, 95 et 96.

## Économie

### Revenus de la population et fiscalité
En 2011, le revenu fiscal médian par ménage était de 46 771 €, ce qui place le 6e arrondissement au 4e rang parmi les vingt arrondissements de Paris.
Selon l'Observatoire des inégalités, le 6e arrondissement de Paris est l'une des communes abritant la population aux plus hauts revenus de France. Le 6e arrondissement de Paris se classe au 4e rang des communes de plus de 20 000 habitants en France où « les riches sont les plus riches » avec un niveau de vie annuel (revenus après impôts pour une personne seule) minimum des 10 % les plus riches de 118 890 euros en 2019.

### Prix au mètre carré pour un appartement
Le prix médian au mètre carré pratiqué dans le 6e arrondissement de Paris était de 15 250 € au quatrième trimestre 2023, selon Vecteur Immobilier.

## Points remarquables
- Bistro Le Polidor
- Le Café Procope
- Café Les Deux Magots
- Le Café de Flore
- Brasserie Lipp
- Café-restaurant La Palette

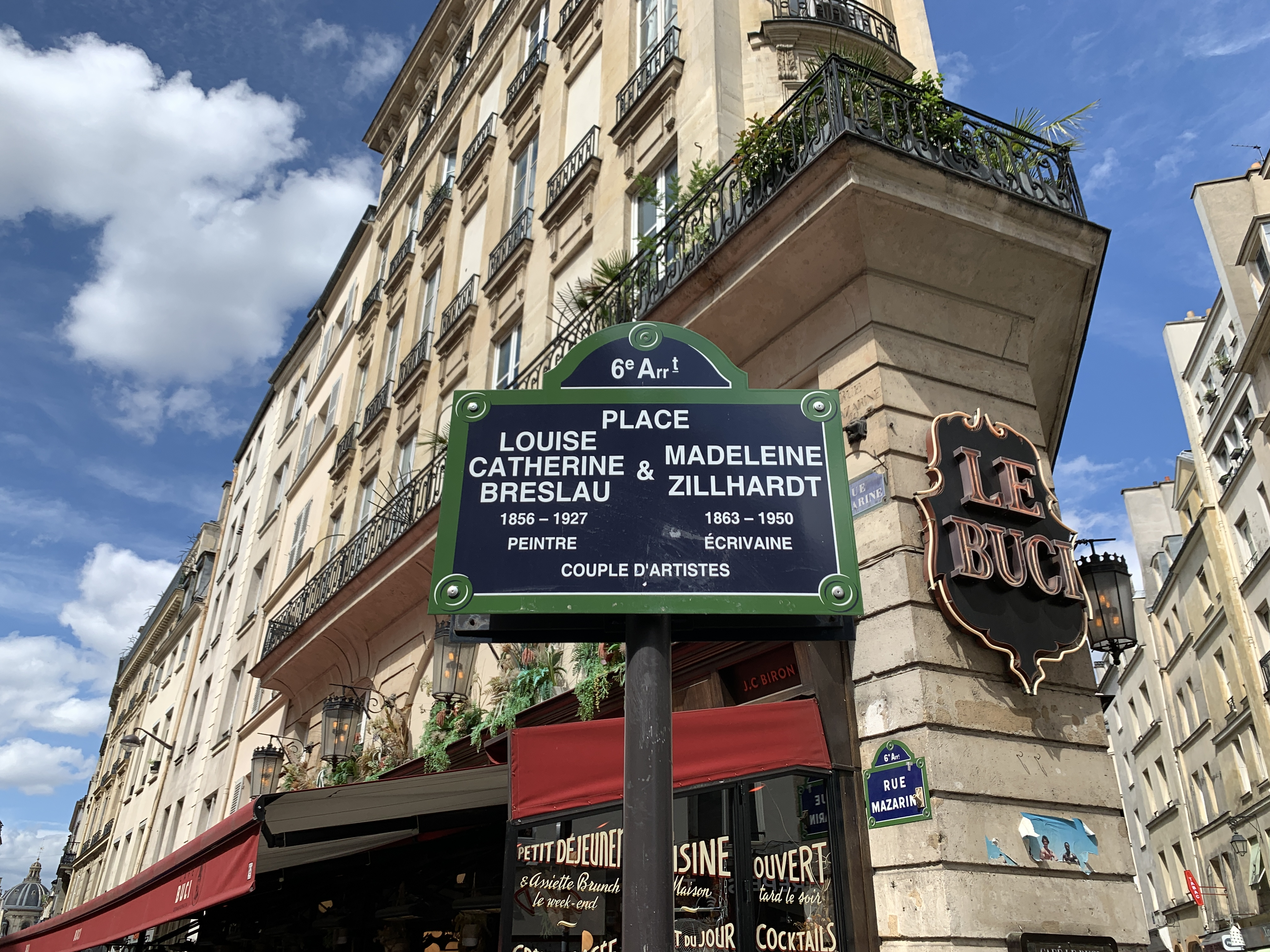
Café de Buci.

- Pont Neuf, pont Saint-Michel, pont des Arts, pont du Carrousel
- L'hôtel Lutetia, à l'angle du boulevard Raspail et de la rue de Sèvres
- Restaurant Bouillon Racine
- Restaurant Hélène Darroze, 4 rue d'Assas
- Le Café de Buci, sur la place Louise-Catherine-Breslau-et-Madeleine-Zillhardt, au 52 rue Dauphine
- L'hôtel La Louisiane, au 60 rue de Seine.
- La rue des Canettes.

## Personnages célèbres

### Personnages célèbres liés à l'arrondissement
- Roland Barthes, sémiologue, critique littéraire et écrivain
- Yannick Bellon, cinéaste
- Claude Bernard, galeriste de la rue des Beaux-Arts
- Georges Dumézil, linguiste
- Julia Kristeva, universitaire, théoricienne de la littérature
- Bruno Latour, philosophe
- Marie Gil, critique littéraire, écrivain
- Catherine Deneuve, actrice
- Madeleine Castaing, antiquaire, décoratrice
- Léon Foucault, physicien, astronome
- Lionel Jospin, homme politique
- Jean-Paul Sartre, philosophe, écrivain
- Simone de Beauvoir, philosophe, écrivain
- Gérard Philipe, acteur, metteur en scène
- Philippe Risoli, animateur, chanteur
- Alice Saunier-Seité, universitaire et femme politique française, conseiller de Paris.
- Jean-Marc Restoux, candidat SDF municipales 2008
- Marguerite Duras, écrivaine, dramaturge, scénariste, réalisatrice
- Viko, artiste peintre
- Georges Delahaie, sculpteur
- Sonia Rykiel, couturière
- Pierre Doris, humoriste
- Claude Cahun, photographe, plasticienne et résistante de la Seconde Guerre mondiale
- Juliette Gréco, actrice et chanteuse
- Sœur Emmanuelle, religieuse humanitaire
- Pierre Belfond, éditeur français.